# بردگوریهای بیرگان ۱ و ۲
بردگوریهای بیرگان ۱ و ۲ در شهرستان کوهرنگ، بخش مرکزی، روستای حربکول واقع شده و این اثر در تاریخ ۲۴ فروردین ۱۳۸۲ با شمارهٔ ثبت ۸۲۱۵ به‌عنوان یکی از آثار ملی ایران به ثبت رسیده است.